# Greenford
Greenford – dzielnica Londynu, leżąca w gminie London Borough of Ealing. Greenford jest wspomniana w Domesday Book (1086) jako Greneforde.